# 1913 en football
Cet article présente les faits marquants de l'année 1913 en football.

## Janvier
- 12 janvier : à Saint-Ouen, la France s'impose 1-0 face à l'Italie.
- 18 janvier : à Belfast, le pays de Galles s'impose 1-0 face à l'Irlande.

## Février
- 15 février : à Belfast, l'Irlande s'impose 2-1 face à l'Angleterre. C'est le premier succès des Irlandais sur les Anglais.
- 16 février : à Bruxelles, la Belgique s'impose 3-0 face à la France.
- 27 février : à Colombes, l'Angleterre (amateurs) s'impose 4-1 face à la France.

## Mars
- 1er mars : match inter-ligues à Glasgow opposant une sélection du championnat d'Écosse à une sélection du championnat d'Angleterre de la League. Les Écossais s'imposent 4-1 devant 65 000 spectateurs.
- 3 mars : à Wrexham, l'Écosse et le pays de Galles font match nul 0-0.
- 9 mars : à Genève, la France s'impose 4-1 face à la Suisse.
- 9 mars : à Anvers, la Belgique et les Pays-Bas font match nul 3-3.
- 12 mars : à Dublin, l'Écosse s'impose 2-1 face à l'Irlande.
- 15 mars : match inter-ligues à Londres opposant une sélection du championnat d'Angleterre de la Southern League à une sélection du championnat d'Irlande. Les deux formations font match nul 1-1.
- 15 mars : fondation du club uruguayen du Defensor Sporting Club.
- 17 mars : à Bristol, l'Angleterre s'impose 4-3 face au pays de Galles.
- 21 mars : à Berlin, l'Angleterre (amateurs) s'impose 3-0 face à l'Allemagne.
- 23 mars : Racing Club Irun remporte la Coupe d’Espagne face à l'Athletic Bilbao, 1-0.
- Glentoran FAC est champion d'Irlande.
- 29 mars : à Belfast, Linfield FAC remporte la Coupe d'Irlande en s'imposant en finale 2-0 contre Glentoran FAC.
- 30 mars : à Saint-Ouen, les Bordelais de la VGA Médoc sont champions de France FCAF en s'imposant 2-0 en finale face à l'AS Alfortville.

## Avril
- 5 avril : à Londres, l'Angleterre s'impose 1-0 face à l'Écosse.
- Sunderland AFC champion d'Angleterre.
- Les Glasgow Rangers sont champions d'Écosse.
- 12 avril : Falkirk FC gagne la Coupe d'Écosse en s'imposant en finale face à Raith Rovers FC, 2-0[1].
- 15 avril : fondation du club colombien de l'Independiente Medellin.
- 19 avril : Aston Villa remporte la Coupe d'Angleterre face à Sunderland AFC, 1-0. 120 081 spectateurs assistent à la finale ; c'est le nouveau record du monde du genre.
- 20 avril : à Saint-Ouen, la France s'impose 8-0 face au Luxembourg. Fait rarissime, Eugène Maës marque cinq buts.
- 20 avril : à Zwolle, la Belgique bat les Pays-Bas 4-2.
- 24 avril : Swansea Town FC remporte la coupe du pays de Galles en s'imposant en finale 1-0 face à Pontypridd FC.
- 27 avril : à Rouen, le Stade helvétique de Marseille est champion de France USFSA en s'imposant 1-0 en finale face au FC Rouen.
  - Article détaillé : Championnat de France de football USFSA 1913
- 27 avril : à Arcueil, les Parisiens de l'Étoile des Deux Lacs sont champions de France FGSPF en s'imposant en finale 5-1 face aux Bordelais de l'AS Bons Gars de Bordeaux.
- 27 avril : à Vienne, la Hongrie s'impose 4-1 face à l'Autriche.
- 27 avril : la Royale Union Saint-Gilloise est championne de Belgique après un test match

## Mai
- 1er mai : à deux journées de la fin du championnat, le Rapid de Vienne est champion d'Autriche.
- 1er mai : à Turin, l'Italie s'impose face à la Belgique 1-0.
- 4 mai : à Bâle, la Belgique bat la Suisse 2-1.
- 4 mai : à Moscou, la Suède bat la Russie 4-1.
- 18 mai : Vfb Leipzig champion d'Allemagne en s'imposant en finale 3-1 face à Duisburger SpV.
- 18 mai : à Bordeaux, le CA Paris est champion de France CFI en remportant le Trophée de France. Les Capistes s'imposent en finale 2-1 face aux Bordelais de la VGA Médoc.
  - Article détaillé : Trophée de France 1913.
- 18 mai : à Fribourg, la Suisse s'impose 2-1 face à l'Allemagne.
- 18 mai : à Budapest, la Hongrie bat la Suède 2-0.
- 25 mai : à Copenhague, le Danemark s'impose face à la Suède 8-0.

## Juin
- 1er juin : Pro Vercelli champion d’Italie.
- 1er juin : l'Union Saint-Gilloise remporte la 2e édition de la Coupe de Belgique en battant le CS Brugeois en finale (3-1 après prolongation).
- 2 juin : Unitas Saint-Pétersbourg remporte la Coupe de Saint-Pétersbourg en s'imposant en finale 3-1 face à Petrovsky Saint-Pétersbourg.
- 8 juin : Montriond-Sports Lausanne remporte le Championnat de Suisse.
- 8 juin : à Stockholm, la Suède s'impose 9-0 sur la Norvège.
- 17 juin : à Vienne, l'Autriche s'impose 2-0 face à l'Italie.
- 29 juin : fondation du club brésilien de l'EC Juventude.
- 30 juin : le FC Bâle remporte la Coupe de Suisse face au FC Berne, 5-0.

## Juillet
- 14 juillet : fondation du club brésilien de Cruzeiro EC.

## Août
- Espana FC est champion du Mexique.
- 15 août : à Buenos Aires, l'Argentine bat l'Uruguay 4-0.
- 31 août : fondation du club néerlandais du PSV Eindhoven.

## Septembre
- 6 septembre : inauguration du stade d'Highbury, nouvelle enceinte d'Arsenal FC. Highbury est inauguré par un match de Division 2 Arsenal-Leicester.
- 14 septembre : à Moscou, la Russie et la Norvège font match nul 1-1.
- 21 septembre : à Viña del Mar, l'Argentine bat le Chili 2-0.

## Octobre
- 1er octobre : match inter-ligues à Belfast opposant une sélection du championnat d'Angleterre de la League à une sélection du championnat d'Irlande. Les Anglais s'imposent 2-0.
- 5 octobre : à Montevideo, l'Uruguay bat l'Argentine 1-0.
- 5 octobre : à Stockholm, le Danemark s'impose face à la Suède 10-0.
- 6 octobre : à Londres, les « professionnels » s'imposent 7-2 sur la « amateurs » à l'occasion du Charity Shield.
- 11 octobre : match inter-ligues à Dublin opposant une sélection du championnat d'Angleterre de la Southern League à une sélection du championnat d'Irlande. Les Anglais s'imposent 4-1.
- 12 octobre : Americano est champion de l'État de Sao Paulo (Brésil).
- 12 octobre : à Córdoba, Argentine, Fondation du Club Atlético Talleres par la compagnie de chemin de fer Central Córdoba.
- 13 octobre : Bukarester FC remporte la Copa Alexandru Bellio qui fait office de championnat de Bucarest. Cette compétition débutée le 8 septembre mettait aux prises quatre clubs de la capitale roumaine.
- 13 octobre : Odds BK Skin remporte la coupe de Norvège en s'imposant en finale 2-1 face à Mercantile Ski og FK Kristiana.
- 13 octobre : match inter-ligues à Glasgow opposant une sélection du championnat d'Angleterre de la Southern League à une sélection du championnat d'Écosse. Les Écossais s'imposent 5-0.
- 20 octobre : à Odessa, la sélection d'Odessa remporte la Coupe de Russie inter-villes en s'imposant 4-2 en finale sur la sélection de Saint-Pétersbourg. Cette compétition débutée le 28 juillet mis aux prises les sélections de 12 villes de Russie : Moscou, Saint-Pétersbourg, Odessa, Yusovka, Rostov, Kharkov, Kiev, Kherson, Sébastopol, Nikolaev, Bogorodsk et Lodz.
- 26 octobre : à Budapest, la Hongrie s'impose 4-3 face à l'Autriche.
- 26 octobre : à Hambourg, le Danemark s'impose face à l'Allemagne 4-1.
- 26 octobre : à Kristiana, la Suède et la Norvège font match nul 1-1.
- 26 octobre : à Montevideo, l'Uruguay bat l'Argentine 1-0.
- 27 octobre : Sport Saint-Pétersbourg est champion de Saint-Pétersbourg (Russie).
- KSO est champion de Moscou (Russie).
- SV Kaiserwald Rīga est champion de Rīga (Lettonie)

## Novembre
- 2 novembre : à Verviers, la Belgique bat la Suisse 2-0.
- 5 novembre : match inter-ligues à Belfast opposant une sélection du championnat d'Irlande à une sélection du championnat d'Écosse. Les Écossais s'imposent 2-1.
- 16 novembre : à Copenhague, Copenhague BK remporte la coupe du Danemark en s'imposant 4-1 en finale face au Frem Copenhague.
- 17 novembre : fondation du Stade Malherbe de Caen à la suite de la fusion du Club Malherbe Caennais et du Club Sportif Caennais.
- 23 novembre : à Anvers, la Belgique bat l'Allemagne 6-2.
- 30 novembre : America est champion de l'État de Rio de Janeiro (Brésil).

## Décembre
- 28 novembre : Racing Club de Avellaneda champion d'Argentine en s'imposant 2-0 en finale nationale face à San Isodoro.

## Naissances
Plus d'informations : Liste d'acteurs du football nés en 1913.
- 31 janvier : Walter Winterbottom, entraîneur anglais.
- 13 février : Roger Rio, footballeur français.
- 24 février : François Bourbotte, footballeur français.
- 19 mars : Michel Brusseaux, footballeur français.
- 30 mars : Rudolf Noack, footballeur allemand.
- 17 avril : Helenio Herrera, footballeur argentin naturalisé français.
- 20 mai : Teodoro Fernández, footballeur péruvien.
- 30 mai : Géza Kalocsay, footballeur hongrois.
- 2 juin : Marcel Marchal, footballeur français.
- 9 juin : Jean Nicolas, footballeur français.
- 20 juin : Arne Nyberg, footballeur suédois.
- 14 juillet : René Llense, footballeur français.
- 15 juillet : Stefan Dembicki, footballeur français.
- 12 août : Zezé Procópio, footballeur brésilien.
- 21 août : Fritz Keller, footballeur français.
- 2 septembre : Bill Shankly, entraîneur anglais.
- 6 septembre : Leônidas da Silva, footballeur brésilien.
- 21 septembre : Georges Aeby et Paul Aeby, frères jumeaux, tous deux footballeurs suisses.
- 25 septembre : Josef Bican, footballeur autrichien.
- 29 septembre : Silvio Piola, footballeur italien.
- 6 octobre : Vojtěch Bradáč, footballeur tchécoslovaque.
- 18 décembre : Marcel Ourdouillié, footballeur français.
- 26 décembre : Frank Swift, footballeur anglais.
- 27 décembre : Ignace Kowalczyk, footballeur français.
- 29 décembre : Lucien Jasseron, footballeur français.

## Décès
- 5 juillet : Alfred Lyttelton, footballeur anglais.
- 9 août : André Billy, dirigeant français.